# Soyeda Juichi

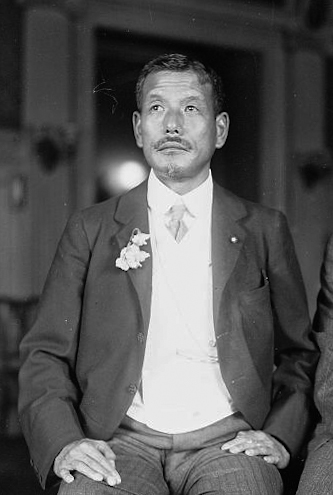
Soeda Juichi in den USA, Juni 1913

Soyeda Juichi (jap. 添田 壽一; * 15. September 1864 (traditionell: Genji 1/8/15) in der Präfektur Fukuoka; † 4. Juli 1929), reformiert auch Soeda, war ein japanischer Volkswirtschaftler, ministerieller Finanzbeamter und Staatsbanker der späten Meiji- und Taishō-Zeit.

## Lebensweg
Soeda Juichi wurde als dritter Sohn des Dorfvorstehers Soeda Shinzaburō geboren. Die Familie zog 1870 zuerst nach Ōsaka, dann Kioto und Tokio. Er hatte drei Töchter.
Der Verkauf der schönen Kalligraphien des Knaben trug bald zum Familieneinkommen bei. Der Sohn des ehemaligen Daimyō von Fukuoka besuchte ab 1880 die kaiserliche Universität Tokio. Der zum Marquis gewordene Kuroda finanzierte dazu das Studium des jungen Soeda, der bereits an der Fremdsprachenschule eingeschrieben war.
Nach seinem Abschluss in Volkswirtschaft 1884 wurde Soeda kurzzeitig Beamter im Finanzministerium. Den jungen Kuroda schickte man ans King’s College der Universität Cambridge. Soeda wurde zum Begleiter bestimmt und durfte als Gasthörer („non-collegiate student“) an den Vorlesungen teilnehmen. Dabei studierte er unter Henry Sidgwick (1838–1900) und Alfred Marshall (1842–1924). Bis zu seinem Abschluss in Volks- und Politikwissenschaft 1887 besuchte man auch Lehrveranstaltungen an der Universität Heidelberg.

### Finanzministerium
Nach seiner Rückkehr nach Japan nahm Soeda seine Karriere im Finanzministerium wieder auf. An den Entwürfen für das moderne Bankgesetz des Finanzministers Matsukata Masayoshi, das die Inflation unter Kontrolle brachte, arbeitete er mit.
Nach der Zahlung der Boxerentschädigung in die Londoner Filiale der Yokohama Specie Bank stand ausreichend Geld zur Verfügung, um die Staatsfinanzen dauerhaft zu sanieren. Der Finanzminister Watanabe Kunitake, dessen Privatsekretär Soeda inzwischen war, konnte durch dessen Ratschläge die Gesetze zum Goldstandard (umgesetzt 1897–99) gegenüber der parlamentarischen Opposition, die den Bimetallismus wollte, durchsetzen.
An der Ausarbeitung der Gesetze über die Hypothekenbank Nihon Kangyō Ginkō 1896 und das über die Industriebank Nihon Kōgyō Ginko war Soeda federführend beteiligt.
Innerhalb des Ministeriums wurde er Staatssekretär und dann Direktor der internen Kontrollabteilung. Im ersten Kabinett des Ōkuma Shigenobu war er schließlich einer der Vize-Minister.

### Bank von Taiwan
Seit im März 1897 das Gesetz über die Gründung der Taiwan Ginkō beschlossen worden war, leitete Soeda das Organisationskomitee. Als das mit zwei Millionen Silber-Yen und einer Million staatlichem zinslosen Kredit kapitalisierte Institut im März 1899 den Betrieb aufnahm, wurde er der erste Präsident bis 25. November 1901. Die Taiwan Ginkō fungierte im Wesentlichen als Zentralbank mit Notenprivileg für die seit 1895 japanische Insel, hatte jedoch auch normale Filialen in Kōbe und im chinesischen und mandschurischen Raum. Zu Ende des Geschäftsjahres 1900 zahlte man 8 % Dividende. Knapp 5 Millionen Einlagen, standen gegenüber: Kredite an Private in Höhe von 1,4 Millionen, an die Kolonialverwaltung 6,2 Mio. sowie ausgegebene Banknoten für 36,7 Millionen.

### IndustriebankNihon Kōgyō Ginkō

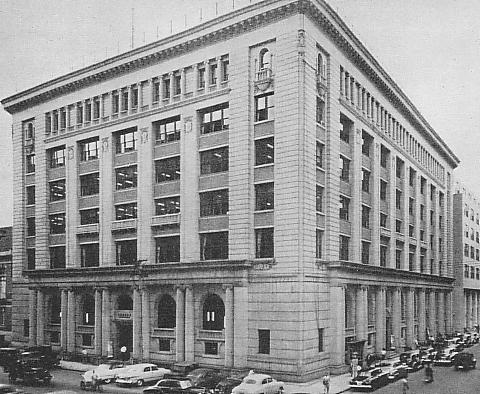
Hauptstelle der Nihon Kōgyō Ginkō (1950er)

Der Zweck der Nihon Kōgyō Ginkō war es eine Verbindung zwischen der Zentralbank, der normale Bankgeschäfte untersagt waren, und der Groß-Industrie herzustellen. Zu einer Zeit als es noch keinen japanischen Markt für Inlandsanleihen gab, organisierte die Bank die erfolgreiche Platzierung kommunaler Anleihen und solcher der südmandschurischen Eisenbahn an der Londoner Börse im Werte von insgesamt £ 27,176 Millionen. Diese Praxis hatte den zusätzlichen Vorteil, dass das eingeworbene Gold der japanischen Devisenreserve zugutekam, die Städte jedoch in Papiergeld ausgezahlt werden konnten.
Als Präsident trat Soeda zum 1. Februar 1913 zurück, offiziell aus Gesundheitsgründen, tatsächlich wohl deshalb, weil einige Großkredite zu 4 % an Bergbauunternehmen faul wurden. Sein Amtsnachfolger Shidachi Tetsujirō (1868–1948) konnte diese Unternehmen sanieren.

### Französisch-Japanische Bank
Durch die Gründung der Banque Franco-Japonaise 1912, die Soeda mit-initiierte, versuchten japanische Finanzkreise größeren Einfluss in Indochina zu gewinnen. Sie konnte sich letztendlich jedoch nicht gegen die Banque de l’Indochine durchsetzen.

### Nach 1913
Unmittelbar nach seinem Rücktritt als Bankpräsident begab Soeda sich im Mai nach Kalifornien, wo er als Lobbyist gegen die geplanten Einwanderungsbeschränkungen für Japaner auftrat. In den folgenden Jahren arbeitete er eng mit dem wohl umtriebigsten japanischen Geschäftsmann der Zeit Shibusawa Eiichi (1840–1931) zusammen. Auf diese Verbindung geht wohl auch Soedas Engagement für die moderate Gewerkschaft Yūaikai ab 1916 zurück. Soeda stand jedoch für eine paternalistische Beziehung zwischen Arbeit und Kapital, ganz im Sinne konfuzianischer Moral.
Seit September 1915 stand er dem Eisenbahnamt vor, das die kaiserlichen Eisenbahn kontrollierte. Diesen Posten, musste er als das zweite Kabinett Ōkuma im Oktober 1916 fiel, abgeben. Dem Organisationskomitee, das die Gründung einer Japananisch-Indischen Bank herbeiführen sollte, dann aber erfolglos blieb, leitet er. Nebenbei war Soeda Lektor an seiner ehemaligen Universität und einiger kleinerer Colleges. Man ernannte ihn zum Präsidenten verschiedener Firmen, so der Chugai Shōgyō Shinpōsha und Hōchi Shinbun-sha. Er war Mitglied des Lenkungsausschusses der Tokioter Handelskammer, zeitweise deren Ehrenpräsident. Seit war 1919 erneut im Ausschuss zur Vorbereitung der Volkszählung. Ab Juli 1920 war er auch ein ernanntes, beratendes Mitglied im Ausschuss für Gesetzesinitiativen.  Im Jahr 1921 bereiste er nochmal die USA.
Die Taiwan Ginkō geriet nach dem Erdbeben 1923 zunehmend in Schwierigkeiten. Zum 1. September 1926 wurde Soeda zum zusätzlichen externen Revisor der Bank ernannt. In dieser Funktion, die er bis zu seinem Tode behielt, übersah er auch die Sanierungsmaßnahmen des im April 1927 zusammengebrochenen Instituts. Der Kollaps führte unmittelbar zur Entlassung des ersten Kabinetts Wakatsuki und zur Shōwa-Finanzkrise, in Folge derer mittelfristig die Zahl japanischer Geschäftsbanken von über 1800 auf 465 sank.

## Ehrungen
- März 1899: Doktor der Rechte (hōgaku hakushi) der Universität Tokio
- Nach Ende seiner Amtszeit als Vize-Minister erhielt er den Orden der aufgehenden Sonne, 4. Klasse.
- Für seine Zeit an der Spitze der staatlichen Eisenbahn erhielt er den Orden des Heiligen Schatzes, 1. Klasse.
- Die Ernennung in den vierten oberen Hofrang als er 1916 aus dem Staatsdienst ausschied, schloss die Mitgliedschaft im Oberhaus als kaiserlich Ernannter mit ein.

## Schriften
Soeda verfasste zahlreiche volkswirtschaftliche Arbeiten, vielfach auch in englischer Sprache. Fast drei Jahrzehnte war er ein japanischer Korrespondent des Economic Journal.